# دانيال لينغ
دانيال لينغ هو تربوي كندي، ولد في 16 مارس 1926، وتوفي في 9 أغسطس 2003.